# Le Bénéfice du doute
Pour les articles homonymes, voir Bénéfice du doute.
Le Bénéfice du doute (titre original : The Benefit of the Doubt) est une nouvelle de Jack London publiée aux États-Unis en 1910.

## Publication
La nouvelle est publiée initialement dans The Saturday Evening Post, le 12 novembre 1910, avant d'être reprise dans le recueil The Night-Born en octobre 1912.

## Éditions

### Éditions en anglais
- The Benefit of the Doubt, dans le The Saturday Evening Post, magazine, 12 novembre 1910.
- The Benefit of the Doubt, dans le recueil The Night-Born, un volume chez The Century Co, New York, octobre 1912.

### Traductions en français
- Le Bénéfice du doute, traduction de Louis Postif, in Ric et Rac, hebdomadaire, 14 mai 1941.
- Le Bénéfice du doute, traduction de Louis Postif, in En rire ou en pleurer ?, recueil, 10/18, 1975.